# فرودگاه گوس بی
فرودگاه گوس بی (به انگلیسی: Goose Bay Airport (Alaska)) یک فرودگاه همگانی است که یک باند فرود شن دارد و طول باند آن ۹۱۴ متر است. این فرودگاه در کشور ایالات متحده آمریکا قرار دارد و در ارتفاع ۲۴ متری از سطح دریا واقع شده‌است.